# Wilson (Toronto Subway)

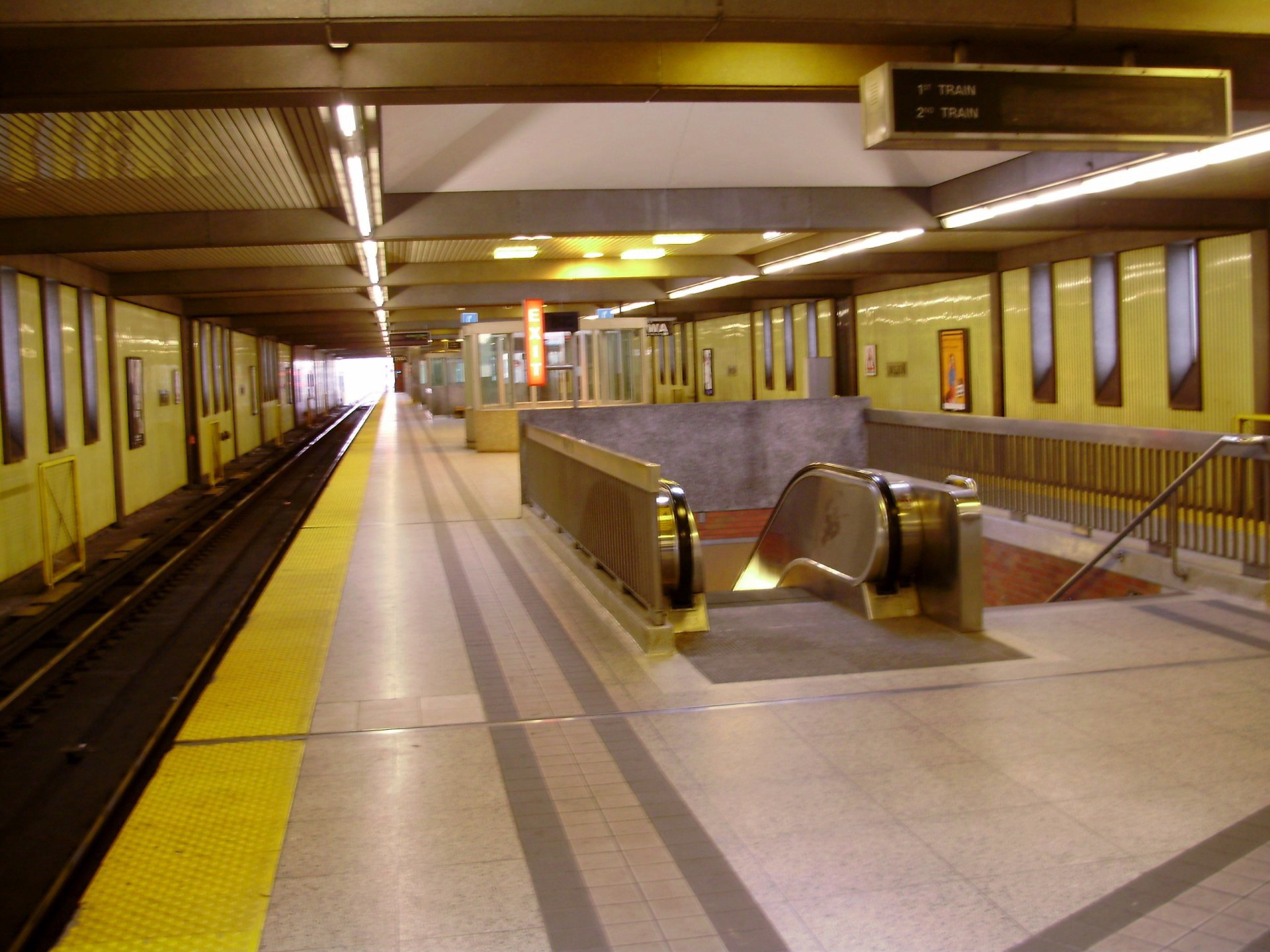
Blick auf den Bahnsteig

Wilson ist eine oberirdische U-Bahn-Station in Toronto. Sie liegt an der Yonge-University-Linie der Toronto Subway, an der Kreuzung von Allen Road und Wilson Avenue. Die Station besitzt einen Mittelbahnsteig und wird täglich von durchschnittlich 29.260 Fahrgästen genutzt (2018).

## Station

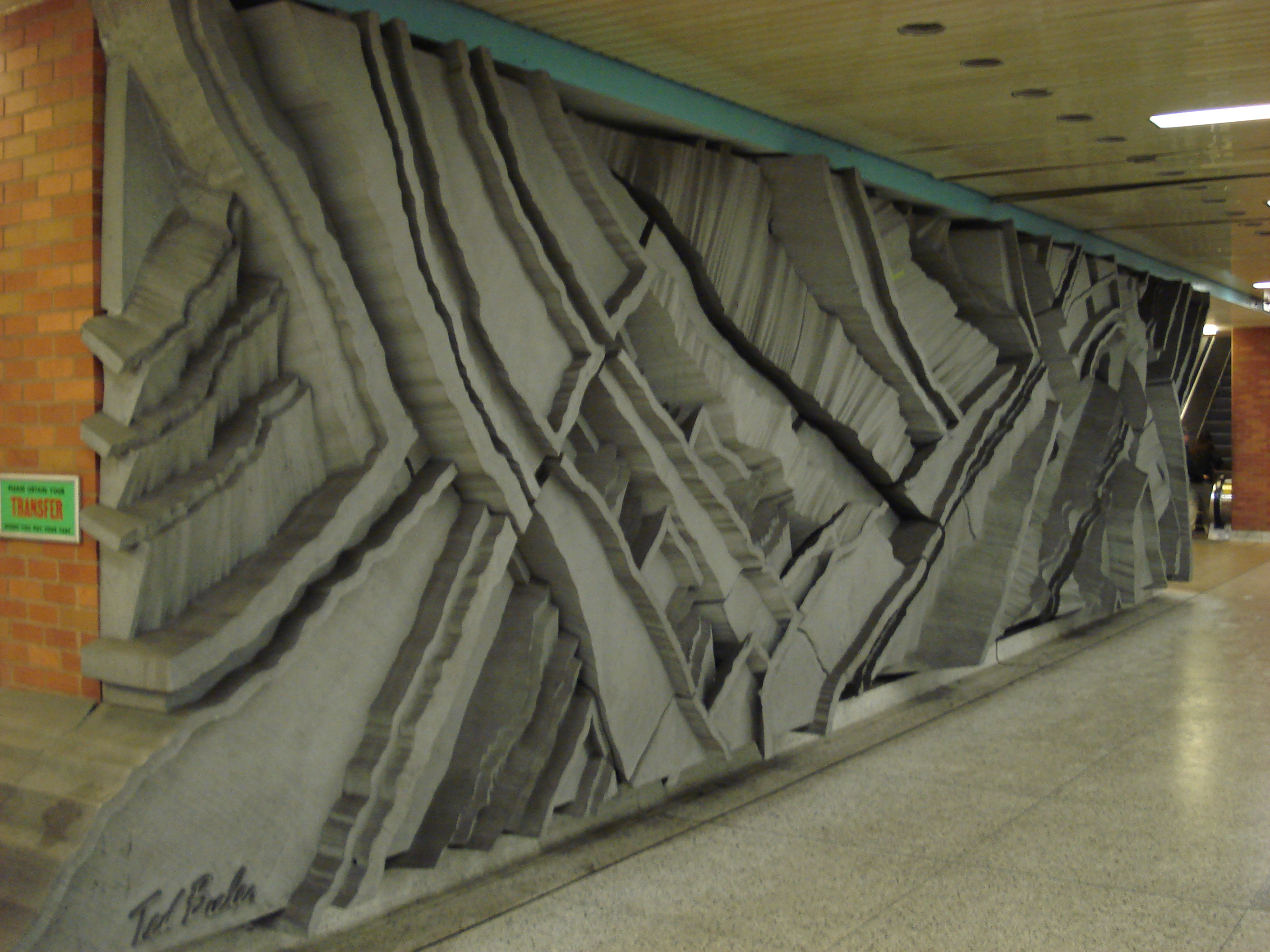
Künstlerische Gestaltung

Die Station liegt im Mittelstreifen der Allen Road, einer mehrspurigen Zubringerstraße zum nahe gelegenen Highway 401. Der Busbahnhof an der Westseite bietet Umsteigemöglichkeiten zu 12 Buslinien der Toronto Transit Commission (TTC). Darüber hinaus stehen den Pendlern ein Park-and-ride mit 72 kostenpflichtigen Parkplätzen und eine Kiss-and-ride-Anlage zur Verfügung. Die vollständig eingehauste, nüchtern gestaltete Station wird durch ein Wandbild von Ted Bieler geschmückt: Canyons ist ein Relief aus Aluminium, das raue geologische Formationen darstellt.
Nordwestlich der Station befindet sich der Betriebshof Wilson Yard. 1976/77 erbaut, ist er der jüngste des gesamten Netzes. In den ersten Jahren war er noch bedeutend kleiner konzipiert, wurde dann jedoch zwischen 1994 und 1998 markant erweitert, um den Betriebshof Davisville zu ersetzen. Die Anlage ist etwa elf Hektar groß und umfasst auch eine Busgarage.

## Geschichte

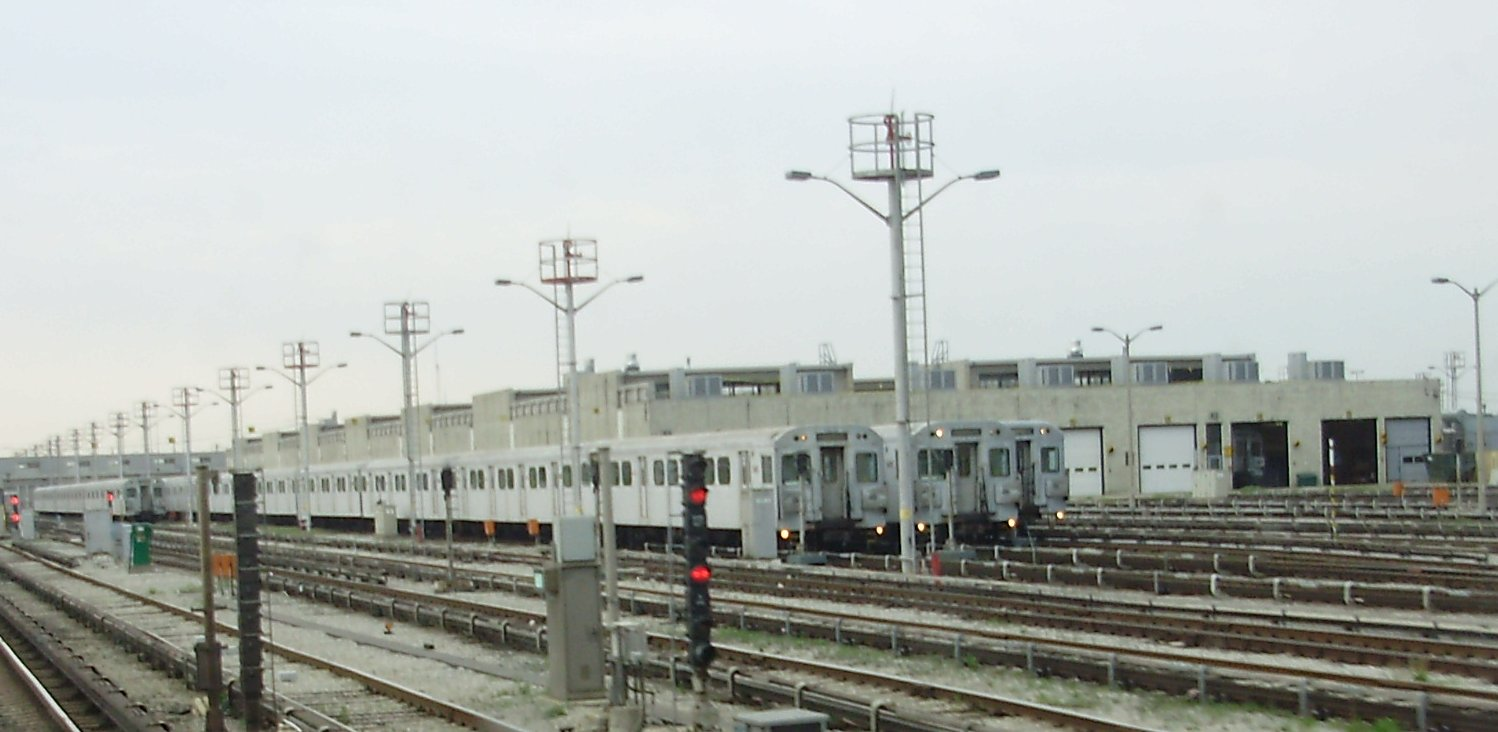
Betriebshof Wilson Yard

Die Eröffnung der Station erfolgte am 28. Januar 1978, zusammen mit dem Abschnitt zwischen St. George und Wilson. Mehr als 18 Jahre lang war hier die nordwestliche Endstation der Yonge-University-Linie. Im November 1992 begannen die Bauarbeiten an der Verlängerung nach Downsview (heute Sheppard West), wo eine Verknüpfung mit der Sheppard-Linie geplant war. Nach etwas mehr als drei Jahren konnte die Verlängerung am 30. März 1996 in Betrieb genommen werden. Dies führte dazu, dass die TTC die Endstation mehrerer Buslinien nach Downsview verlegte und der Busterminal in Wilson seither unterbelegt ist. Im November 2018 begannen umfassende Renovierungsarbeiten, um die Station vollständig barrierefrei zu gestalten. Unter anderem wurden drei neue Aufzüge installiert, die am 18. Dezember 2020 in Betrieb genommen werden konnten.